# Hypericum montbretii
Hypericum montbretii är en johannesörtsväxtart som beskrevs av Édouard Spach. Hypericum montbretii ingår i släktet johannesörter, och familjen johannesörtsväxter. Inga underarter finns listade i Catalogue of Life.

## Bildgalleri

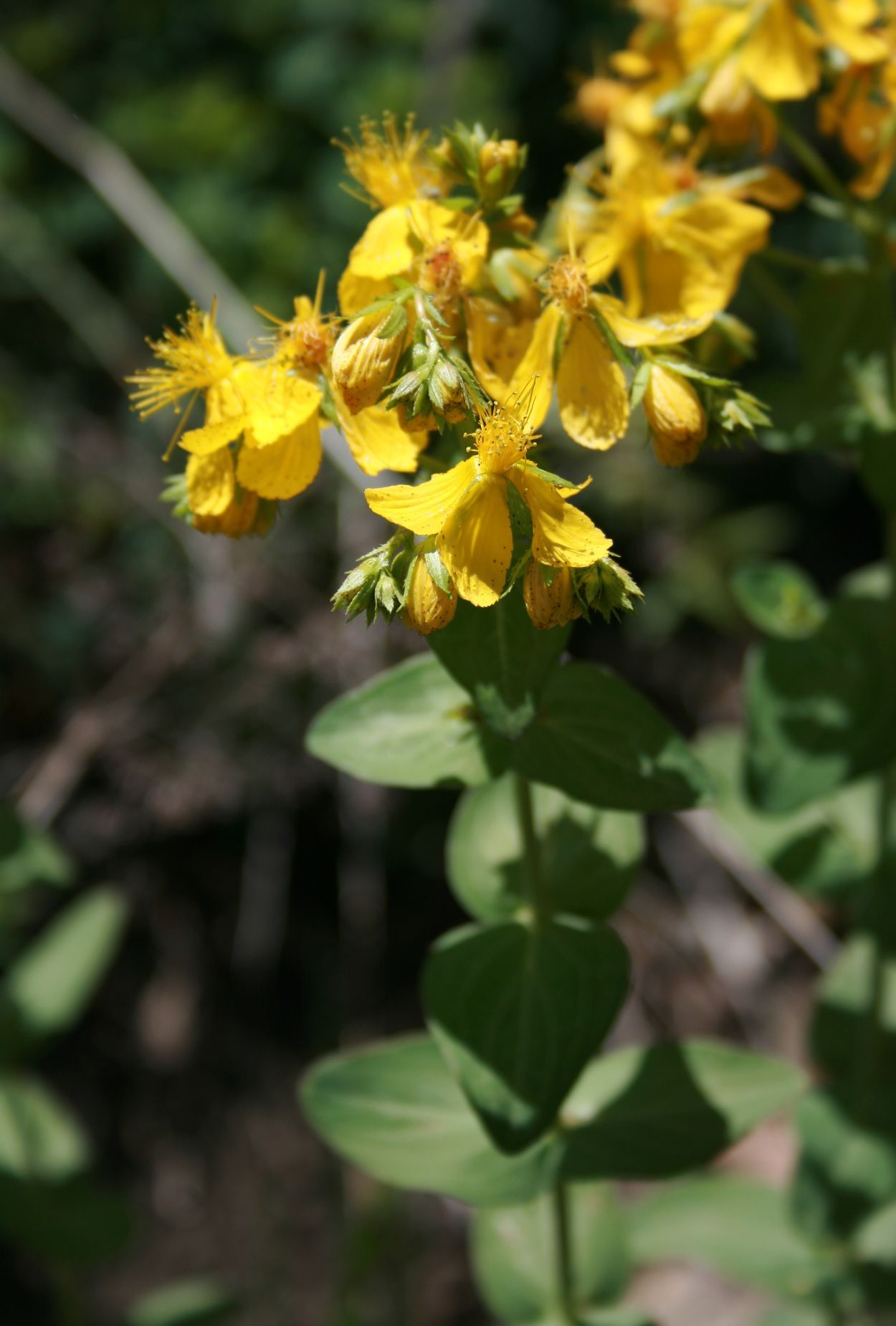
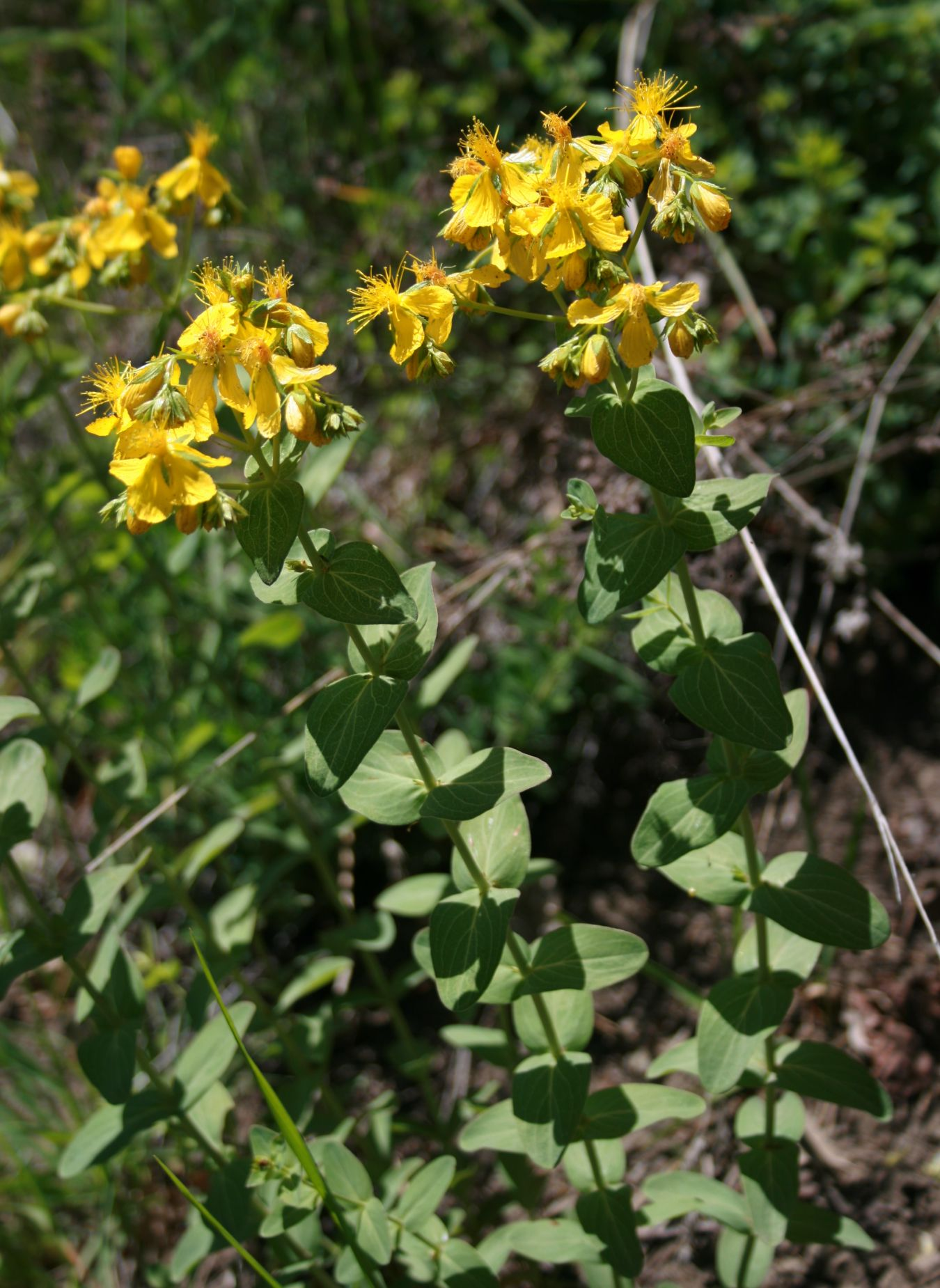